# أسا إكستروم
أسا إكستروم (بالسويدية: Åsa Ekström)‏ هي رسامة كارتون ورسامة توضيحية سويدية، ولدت في 11 أكتوبر 1983 في كارلسكرونا في السويد.